# Episodi di Wings (serie televisiva 1990) (quarta stagione)
La quarta stagione della serie televisiva Wings è stata trasmessa in anteprima negli Stati Uniti d'America dalla NBC tra il 24 settembre 1992 e il 13 maggio 1993.
| nº | Titolo originale                               | Titolo italiano | Prima TV USA      | Prima TV Italia |
| -- | ---------------------------------------------- | --------------- | ----------------- | --------------- |
| 1  | Lifeboat                                       |                 | 24 settembre 1992 |                 |
| 2  | The Fortune Cookie                             |                 | 1º ottobre 1992   |                 |
| 3  | Noses Off                                      |                 | 8 ottobre 1992    |                 |
| 4  | Blackout Buggins                               |                 | 22 ottobre 1992   |                 |
| 5  | Mathers of the Heart                           |                 | 29 ottobre 1992   |                 |
| 6  | Two Jerks and a Jill                           |                 | 5 novembre 1992   |                 |
| 7  | It's So Nice to Have a Mather Around the House |                 | 12 novembre 1992  |                 |
| 8  | Just Say No                                    |                 | 19 novembre 1992  |                 |
| 9  | It May Have Happened One Night                 |                 | 3 dicembre 1992   |                 |
| 10 | The Customer's Usually Right                   |                 | 17 dicembre 1992  |                 |
| 11 | Exit Laughing                                  |                 | 7 gennaio 1993    |                 |
| 12 | What the Cabbie Saw                            |                 | 14 gennaio 1993   |                 |
| 13 | Labor Pains                                    |                 | 28 gennaio 1993   |                 |
| 14 | I've Got a Secret                              |                 | 4 febbraio 1993   |                 |
| 15 | The Gift (Part 1)                              |                 | 11 febbraio 1993  |                 |
| 16 | The Gift (Part 2)                              |                 | 18 febbraio 1993  |                 |
| 17 | I Love Brian                                   |                 | 25 febbraio 1993  |                 |
| 18 | The Key to Alex                                |                 | 11 marzo 1993     |                 |
| 19 | The Houseguest                                 |                 | 8 aprile 1993     |                 |
| 20 | Goodbye, Old Friend                            |                 | 29 aprile 1993    |                 |
| 21 | Another Wedding                                |                 | 6 maggio 1993     |                 |
| 22 | Date Package Number Seven                      |                 | 13 maggio 1993    |                 |